# Lũ lụt Nga 2012
Tháng 7 năm 2012, tại Nga đã xảy ra đợt lũ lụt lớn tại vùng Krasnodar, miền tây nước Nga. Lượng mưa tương đương với năm tháng mưa diễn ra trong đêm ở một số vùng phía nam của đất nước này theo Trung tâm khí tượng thủy văn của nước Nga. 162 người đã chết trong lũ lụt.
Cảnh sát Nga cho biết lũ lụt đã gây thiệt hại cho nhà của gần 13.000 người. Theo thống đốc của vùng Krasnodar, Alexander Tkachyov, "trong 70 năm qua không có vụ lũ lụt như thế này". Đợt lũ lụt này là một phần của hậu quả của một cơn bão khổng lồ nhấn Krasnodar, tạo đợt mưa tương đương gần một nửa lượng giáng thủy của năm khu vực trong hai ngày. Hầu hết các nạn nhân sống ở thành phố Krymsk, 50 km từ Krasnodar và 10 km từ Novorossiysk, dưới chân một dãy núi nhỏ chạy dọc theo bờ biển của Biển Đen. Các nhân chứng báo cáo rằng lũ lụt tấn công thành phố khoảng 2 giờ sáng giờ địa phương ngày 07 tháng 7 năm 2012, khi hầu hết người dân đang ngủ. Làn sóng lũ đạt chiều cao 7 m đã nhấn chìm nhiều ngôi nhà trần nhà và chết đuối những người không thể thoát ra trong thời gian lũ. Trong khi đó, thị trấn du lịch Gelendzhik bị mưa liên tục 24 giờ buộc ngành đường sắt Nga phải đình chỉ các chuyến tàu trong khu vực. Tại thành phố Novorossiysk, lũ lụt làm gián đoạn hoạt động của cảng tại thành phố này. Nhà điều hành đường ống dẫn dầu Transneft phải đình chỉ các chuyến hàng chở dầu. 